# Ignacio Posada Duarte
José Ignacio Posada Duarte (siglo XX- Colombia) es un militar colombiano. Miembro del Ejército Nacional de Colombia, con el cargo de general (r). Participó en la retoma del Palacio de Justicia en Bogotá, que había sido tomado por el Movimiento 19 de abril (M-19), el 6 y 7 de noviembre de 1985. 

## Biografía
Se desempeñó como agregado militar en España. Director del Hospital Militar entre 1982-1984.
Fue comandante de la Séptima Brigada del Ejército Nacional durante la Toma del Palacio de Justicia.
En 2016 se ordenó una investigación en su contra por la retoma del Palacio de Justicia por falso testimonio y fraude procesal.